# Biroller i Lost
Detta är en presentation av birollerna i den amerikanska TV-serien Lost. Många överlevare, "Andra", övriga öbor och DHARMA-relaterade rollfigurer som nämnts eller synts i serien finns listade, liksom samtliga personer som medverkat i fler än en tillbakablick. Även vissa figurer som bara medverkat i en enstaka återblick är inkluderade. Dock är denna lista inte komplett.

## Överlevare

### Rose Henderson Nadler
- Spelad av L. Scott Caldwell
- Medverkande i 10 avsnitt: Säsong 1: 1-2, 4, 12. Säsong 2: 29, 31, 33-34, 41, 44.

Rose porträtteras som en omtyckt, ärlig och rakryggad 60-årig kvinna, med en stark tro på Gud och på det goda. Hon har visat prov på både omtanke om de människor hon möter, och stor personlig integritet. Före haveriet bodde hon i Bronx i New York, USA. 
Före haveriet
Rose träffade Bernard Nadler, sin blivande make, när hon hade kört fast med sin bil i en snöstorm. Som tack för att han hjälpte henne loss bjöd hon honom på en kopp kaffe, varpå tycke uppstod och fem månader senare friade Bernard. Rose, som vid denna tidpunkt hade fått veta att hon var döende, och bara hade några månader kvar att leva, tvekade - men när Bernard, även när han fått reda på hennes hälsotillstånd, fortfarande stod fast vid sitt frieri, accepterade hon med glädje.
Bröllopsresan gick till den australiska landsbygden, en resa som Bernard hade ordnat, även om Rose tillstod att hon hellre hade sett att de uppehållit sig på stranden. Under en biltur framkom det dock att Bernard hade andra motiv för resan - han hade bokat tid hos en helare, Isaac av Uluru, som han hoppades skulle kunna bota Rose. Rose blev först arg på sin make, och vägrade till en början att gå med på hans plan - hon hade accepterat tanken på att snart dö. Efter att ha diskuterat saken gick hon dock med på att för Bernards skull ge det ett försök - även om hon inte trodde på det själv.
Besöket hos Isaac blev kort; nästan genast menade han sig märka att han inte kunde hjälpa henne, eftersom "detta inte är rätt plats för henne". Trots detta valde hon att säga till Bernard att Isaac hade lyckats bota henne - hon ville leva fullt ut med sin make den tid hon hade kvar, och trodde inte att det skulle vara möjligt så länge han visste att hon snart skulle dö.
Säsong 1
När bröllopsresan var slut gick Rose och maken ombord på Oceanic Airlines Flight 815, där hon fick plats 23D, bredvid Jack. När planet havererade befann sig Bernard på toaletten, varför de skiljdes åt vid haveriet. Rose överlevde utan några allvarliga skador, och trots att hon inte visste vad som hänt maken, förblev hon säker på att han klarat sig, trots medpassagerarnas försök att få henne att acceptera hans död.
Trots sin visshet om Bernards välbefinnande inträdde Rose i ett tillstånd av smärre chock dagarna efter haveriet. Medan de övriga överlevarna var övertygade om att detta berodde på makens frånvaro, visste Rose själv att orsaken var en helt annan - utan att kunna förklara hur hon visste det, än mindre hur det hade gått till, kände hon att hon hennes sjukdom var borta; haveriet - eller vistelsen på ön - hade botat henne.
När Charlie i samband med kidnappningen av Claire gled in i en mindre depression blev Rose den som kom att i störst utsträckning stötta honom. Hon uppmuntrade honom till att känna tilltro, snarare än förnekelse, och tillsammans kom de att be till Gud om hjälp och kraft.
Säsong 2
Rose visade sig bli ett stöd även för Hurley när kraven som lagts på honom då han blivit utsedd till att ansvara för den nyupptäckta DHARMA-stationen Svanens matförråd växte sig allt större. När han i ett desperat försök att bli kvitt de övriga överlevarnas enträgna försök att få fri tillgång till mat hade beslutat sig för att spränga all mat i luften blev det Rose som till slut fick honom att låta bli. Efter detta kom hon också att hjälpa honom med ansvaret för maten.
Inte långt därefter kunde Rose förenas med Bernard, då han och de övriga överlevarna från den bakre delen av planet äntligen kunde sammanstråla med de övriga passagerarna. Den lyckliga återföreningen sattes dock på prov när Rose vägrade hjälpa sin make i dennes försök att bygga en SOS-signal i syfte att bli räddade från ön. Till slut erkände Rose att hon ljugit när hon sagt att hon hade blivit botad i Australien, men att hon nu efter haveriet äntligen hade blivit fri från sjukdomen. Nu var hon rädd att sjukdomen skulle komma tillbaka om hon skulle komma att lämna ön. Till hennes lättnad accepterade Bernard sin hustrus inställning; han la ned signalbygget och paret beslutade sig för att ge upp alla försök att bli räddade från ön, och istället börja göra sig hemmastadda där.

### Bernard Nadler
- Spelad av Sam Anderson
- Medverkande i 10 avsnitt: Säsong 1: 19 (röst). Säsong 2: 27-34, 41, 44, 49.

Bernard framställs som en stillsam man, 56 år gammal, och djupt förälskad i sin nyblivna hustru.
Före haveriet
Tandläkaren och änklingen Bernard Nadler hade träffat sin blivande fru, Rose Henderson, mitt under en snöstorm, då han drog loss hennes bil ur en snödriva. Han föll för henne direkt, och friade till henne fem månader senare. Trots att hennes svar blev att hon var döende, insisterade Bernard på giftermål, och en lycklig Rose accepterade till slut.
Bernard kunde dock inte acceptera tanken på att förlora sin nyfunna livskamrat, och när han fann en annons från en helare som kallade sig Isaac av Uluru bokade han tid hos honom, trots att han bodde mitt i Australiens ödemark och trots att avgiften var på 10 000 dollar. Han valde dock att inte berätta något för Rose, utan bokade istället in resan till Australien som bröllopsresa.
Bernards egentliga syfte för resan avslöjade han inte för sin maka förrän de väl befann sig i Australien. Hustrun var till en början kraftigt avvisande till hans förslag, men Bernard lyckades till slut få henne att gå med på att ge det ett försök. Roses besök hos Isaac blev kortvarigt, men när hon berättade för Bernard att hon var botad trodde han på henne, och kunde lycklig börja planera för hemresan till USA. 
Säsong 1
Större delen av Bernards förehavanden under den första säsongen avslöjades först i tillbakablickar i den andra säsongens sjunde avsnitt, The Other 48 Days.
När Oceanic Airlines Flight 815 havererade befann sig Bernard på toaletten i den bakre änden av planet, vilket innebar att han skiljdes från sin hustru. I tumultet innan haveriet hann han spänna fast sig i ett säte och överlevde. Sätet lossade dock från planet och blev hängande i en trädtopp - med hjälp av Goodwin och  Ana-Lucia  lyckades han dock lösgöra sig och ta sig ner till marken oskadd.
Under de kommande veckorna förblev Bernard djupt orolig över sin hustrus ovissa öde. När fler och fler av överlevarna omkring honom antingen försvann eller blev dödade av okända människor - De Andra - ökade stressen på den krympande grupp av människor som fanns kvar. När Bernard från en upphittad radio hörde en röst från några som menade sig vara överlevare från Flight 815 antog gruppen att det var ett trick från De Andra. Senare skulle det dock framkomma att rösten hade tillhört Boone.
Säsong 2
När Bernard och hans grupp träffade på Michael, Jin och Sawyer och förstod att det fanns fler överlevare från haveriet var han kvick med att förhöra sig om Rose fanns bland de överlevande - lycklig kunde han pusta ut när han förstod att så var fallet. Inte långt därefter kunde han återförenas med henne, då de båda grupperna till slut sammanstrålade.
Deras förhållande fick sig dock en smärre törn när Bernard först glömde Rose födelsedag, och han därefter fann sig motarbetad av hustrun i sina försök att bygga en SOS-signal. Till slut fick han dock veta sanningen om Roses sjukdom - hon hade ljugit när hon sa att hon blev botad i Australien, men efter haveriet hade hon blivit övertygad om att vistelsen på ön botat henne. Bernard insåg att hans fru var rädd för att lämna ön. De försonades, och beslutade sig för att ställa in sig på att börja leva ett bra liv där de var, utan att försöka ta sig tillbaka till USA.

### Cindy Chandler
- Spelad av Kimberley Joseph
- Medverkande i säsong 1-3

Före haveriet
Den australiska flygvärdinnan Cindy Chandler hade vid tiden för Flight 815:s haveri ett förhållande med författaren Gary Troup. Som ett tecken hade Gary dedicerat sin bok Bad Twin till henne och även han var ombord på Flight 815.
Större delen av Cindys förehavanden under den första säsongen avslöjades först i tillbakablickar i den andra säsongens sjunde avsnitt, The Other 48 Days.
Under Oceanic Airlines Flight 815:s flygresa sågs Cindy samtala med Jack - som hon, mot regelverket, gav två flaskor vodka då han kommenterade att spriten hon serverat honom var svag – samt Charlie  - som hon såg uppförde sig underligt, och tillkallade hjälp för att ta om hand om, ovetandes om hans heroinabstinens.
Vid haveriet kraschade Cindy med den bakre delen av planet, och tvingades simma en bra bit innan hon kom iland på ön. Väl utom fara kom hon att ta om hand om två barn, Zack och Emma, vars föräldrar inte varit med på planet. När den värsta chocken lagt sig informerade hon de överlevande att planet vid tillfället för haveriet befunnit sig långt ur kurs, och att det således troligen skulle komma att dröja innan hjälp nådde fram till dem. På den 45:e dagen efter haveriet flöt Jin, Michael och Sawyer iland på den strand där Cindy och hennes grupp hade sitt läger. På färden till den andra gruppens basläger försvann Cindy plötsligt från de övriga. Hon blev kidnappad av De andra, vilket framkommer när hon ses hos dem i säsong 3.
När Jack hålls fången i en bur hos De Andra ser han Cindy. Jack frågar hur hon kom till De Andra och hon sa att "det är inte så enkelt". När Jack frågar henne vad hon gör där säger hon att hon är där för att se på. Senare ses hon lämna stationen Hydran tillsammans med resten av De Andra.

### Edward Mars
- Spelad av Fredric Lane
- Medverkande i 8 avsnitt: Säsong 1: 1-3, 23-25. Säsong 2: 34. Säsong 3: 55.

Mars var en envis och hängiven US Marshall, och den av överlevarna som fick de svåraste skadorna vid haveriet.
Före haveriet
Mars kopplades tidigt in på fallet med mordet på Wayne Jansen i Iowa, och kom att leda spaningen efter den huvudmisstänkta; Jansens styvdotter Kate Austen. Gripandet av Kate såg ut att vara snabbt avklarat när han redan efter några dagar lyckades arrestera henne på en busshållplats. Under transporten på väg till fängelset dök dock plötsligt en svart häst upp på vägen, varpå han tvingades köra i diket och förlorade medvetandet. När han vaknade till igen hade Kate flytt, och därefter blev jakten på henne inte bara en yrkessak utan också en fråga om personlig prestige för Edward Mars.
Under de följande månaderna kom den personliga konflikten mellan Mars och Kate att växa sig än starkare då Kate gjorde det till en vana att ringa Mars såväl på jobbet som i hemmet, och driva med hans fruktlösa försök att få fast henne. I samband med Kates flykt hade Mars dock kommit över ett leksaksflygplan från Kate, och när det stod klart för honom att det hade stort emotionellt värde för henne, riggade han en fälla genom att låsa in det i ett bankfack i New Mexico, i syfte att kunna gripa henne när hon kom för att hämta det.
Planen misslyckades dock; Kate rånade banken och kom undan igen - denna gång med leksaksplanet. En tid därefter upphörde Kates telefonsamtal, och när hon nästa gång ringde upp honom var det för att be om vapenvila; hon bad honom att sluta leta efter henne, om hon lovade att stadga sig. Mars, som nu hade kommit att känna Kate, insåg att orsaken var att hon träffat en man, och svarade att både han och hon visste att hon aldrig skulle komma att slå sig till ro. 
I september 2004 fick Mars så ett tips från en australiensisk bonde, Ray Mullen, att Kate nu fans hos honom. Denna gång lyckades inte Kate undkomma, utan han kunde sätta handfängsel på henne, och som en personlig seger kunde han också återta väskan med leksaksplanet från henne.
Säsong 1
Den 22 september 2004 kunde Mars inta säte 27G på Oceanic Airlines Flight 815 för att flyga Kate hem till amerikanskt fängelse. I tumultet som inledde haveriet kom dock plåtväskan med leksaksplanet att falla ner från bagagehyllan och träffa honom i bakhuvudet, och han svimmade av.
Mars överlevde haveriet tack vare att Kate satte på honom syrgasmask, men han blev svårt skadad då ett stort metallstycke trängde in i hans buk när planet slog i marken. Han återfick dock så småningom medvetandet och försökte berätta för Jack om Kates förflutna. Han var dock i så dåligt skick att han inte lyckades få fram mer än att hon var farlig och att man inte borde lita på henne. Bristen på läkemedel tvingade till slut Jack att inse att trots att metallstycket hade avlägsnats, fanns det inget annat att göra än att invänta Mars död.
Hårt plågad av sina smärtor bad Mars om att bli dödad, och den som tog på sig att göra det blev Sawyer. Trots att han siktade mot hjärtat lyckades Sawyer dock bara punktera Mars lunga, varpå hans plågor blev än svårare. Den som till slut kom att sätta punkt både för Edward Mars lidande och för hans liv blev istället Jack.

### Leslie Arzt
- Spelad av Daniel Roebuck
- Medverkande i 4 avsnitt: Säsong 1: 22-25

Arzt var och förblev en outsider på ön, och föreföll inte ha haft några djupare relationer med någon av de övriga överlevarna.
Före haveriet
Arzt jobbade som högstadielärare i NO hemma i USA, där han undervisade niondeklassare. Han föreföll ha känt sig utanför på flera sätt; han fick inte sitta vid samma bord som idrottslärarna, hans elever respekterade honom inte och han hade tre misslyckade äktenskap bakom sig. Han kom heller aldrig att lära sig uppskatta sitt förnamn, utan föredrog att folk kallade honom Arzt.
Säsong 1
Arzt befann sig i mitten av Oceanic Airlines Flight 815 vid haveriet; innan avgång hade han bland annat hjälpt den gravida Claire med hennes bagage.
Under den första månaden efter haveriet höll sig Arzt i bakgrunden bland överlevarna, utan att göra något väsen av sig. Han kom allt efter att tiden gick att uppleva sig som en outsider på ön, precis som han hade gjort hemma.
Tack vare sitt yrke, menade han, kände han i vinden att monsunperioden var på gång, och uppmanade Michael, och de som hade planer på att ge sig av från ön på hans flotte, att skynda sig, om de ville klara sig undan naturens krafter. 
När en grupp överlevare, med Jack och Danielle Rousseau i spetsen, begav sig av för att hämta sprängämnen från det mitt i djungeln strandade slavskeppet Black Rock, såg Arzt det som sin plikt att följa med eftersom han visste "visst bättre än någon annan hur man handskas med dynamit".
När det framkom att slavskeppet låg inom det område där Danielle hävdade att hennes forskningsgrupp smittades av "sjukdomen" fick Arzt dock kalla fötter och begav sig hemåt igen - ett möte med "den svarta röken" fick honom dock på andra tankar, och han återvände till de andra, och anlände så småningom till Black Rock. 
Efter att noggrant ha instruerat de övriga om vikten att svepa in den över 100 år gamla dynamiten i våta trasor så att den inte skulle självdetonera, exploderade en laddning dynamit i Arzts händer, och sprängde honom i luften.

### Scott Jackson
- Spelad av Dustin Watchman
- Medverkande i 15 avsnitt: Säsong 1: 1-5, 7, 9-10, 15, 20-21, 23. Säsong 2: 29, 33, 35

Före haveriet
Scott arbetade på ett internetföretag i Santa Cruz, när han vann en tvåveckors semesterresa till Australien. 
Säsong 1
Efter att semestern var avslutad bordade han Oceanic Airlines Flight 815 för att åka tillbaka till USA. När planet havererade befann han sig i planets mittendel. Under de första veckorna visade han sig vara en värdefull resurs, även om han aldrig intog någon ledarroll. Han hjälpte till att rädda Jack efter att han fastnat i öns grottsystem och han gav sig ut för att leta rätt på Claire när hon kidnappades.
Scott kom att umgås mycket med Steve Jenkins, något som tillsammans med likheten i deras respektive namn, ganska snart fick de övriga överlevarna att blanda ihop de två männen. Detta nådde sitt klimax efter att Steve blivit mördad och Hurley höll sitt begravningstal riktat till Scott. 
Men Scott fortsatte att hålla sig i närheten av händelsernas centrum, i regel dock utan att göra något väsen av sig. Sawyer kom dock satt misstänka att han har en affär med en annan av överlevarna, den gifta Tracy. 
Säsong 2
Efter Steves död har han setts umgås med Craig, en annan av de mer tillbakadragna överlevarna. Det händer fortfarande att de övriga kallar honom "Steve".

### Steve Jenkins
- Spelad av Christian Bowman
- Medverkande i 8 avsnitt: Säsong 1: 7, 9-12, 14-15, 23.

Före haveriet
Steves förehavanden i Australien har inte omtalats - han bodde dock på samma hotell som Michael och Walt i Sidney, innan han gick ombord på Oceanic Airlines Flight 815.
Säsong 1
Steve kom tidigt efter haveriet att bli god vän med Scott Jackson, och de andra överlevarna började ganska snart förväxla de två. Tillsammans med Steve hjälpte han till att rädda Jack efter att han blivit fast i en raserad grotta och han deltog också i jakten efter Claire och hennes kidnappare Ethan Rom, en av De Andra.
Efter att Claire hade lyckats fly hotade Ethan att döda en överlevare varje dag tills Claire överlämnas till honom. Nästa dag hittas Steves döda kropp på stranden, med nacke, armar och fingrar avbrutna. Senare samma dag begravdes han. På begravningen lyckades de övriga än en gång förväxla honom, och kallade honom Scott.

### Nathan
- Spelad av Josh Randall
- Medverkande i 1 avsnitt: Säsong 2: 32.

Före haveriet
Kanadensaren Nathan befann sig Australien på företagsresa, men beslutade sig för att stanna ett par dagar extra i Sydney för att hinna med lite sightseeing. 
Säsong 1
Alla Nathans förehavanden under den första säsongen avslöjades först i tillbakablickar i den andra säsongens sjunde avsnitt, The Other 48 Days.
På flygresan tillbaka till Amerika fick Nathan plats i den bakre delen av Oceanic Airlines Flight 815. Större delen av resan befann han sig dock på flygets toalett, vid haveriet hamnade han relativt långt ute i vattnet och dök inte upp hos överlevarna från den bakre delen av planet förrän framemot kvällen.
Under natten attackeras gruppen av människor som senare har identifieras som tillhörande De Andra, och nästa morgon planerar flera av de överlevande att, under ledning av Ana-Lucia, lämna stranden för att söka sig in i djungeln istället, i hopp om att vara säkrare där. Nathan påpekar dock det faktum att inga förbipasserande fartyg kommer att kunna upptäcka dem om de håller till i djungeln, och får medhåll från både Goodwin och Cindy.
Nathans konflikt med Ana-Lucia fortsatte att växa sig allt starkare, och när gruppen återigen attackerades och nio av dem kidnappades, gav de kvarvarande till slut Ana-Lucia rätt och gruppen, nu enbart bestående av sju personer - Nathan, Ana-Lucia, Goodwin, Cindy, Mr. Eko, Libby och Bernard - begav sig in i djungeln.
Snart slog de läger invid en vattenkälla, och senare samma kväll attackerade Ana-Lucia plötsligt Nathan och slängde ned honom i den burgrop hon byggt under eftermiddagen. Hon anklagade honom för att vara en infiltratör från De Anda, och såväl Libby, som menade att Nathan ständigt klankade ned på henne, och Cindy, som bestämt hävdade att hon inte mindes Nathan från planet trots att hon "har mycket lätt att komma ihåg passagerarnas ansikten". Nathans försök att förklara sig visade sig resultatlösa - under den påföljande veckan blev Eko, som i hemlighet försåg honom med mat, den enda av de övriga som inte föreföll att helt ha dömt ut honom.
Plötslig på kvällen på den tjugotre dagen efter haveriet, föreföll situationen vända sig till det bättre för Nathan - Goodwin dök upp, hjälpte honom upp ur buren och varnade honom för Ana-Lucia. Frisläppt började Nathan bege sig mot stranden, när Goodwin plötsligt attackerade honom och bröt nacken av honom.

### Gary Troup
- Spelad av Frank Torres
- Medverkande i 1 avsnitt: Säsong 1: 1.

Före haveriet
Garys förehavande innan haveriet har inte nämnts i tv-serien, men utgjorde en central del av The Lost Experience.
Gary Troup var en erkänd deckarförfattare, hemmahörande i New York och beskriven av sitt förlag som "en mästare på lågmäld ironi". Hans mest uppmärksammade bok vid tiden för Flight 815:s haveri var fackboken The Valenzetti Equation, som behandlar den italienske matematikern Enzo Valenzetti och den ekvation han framtog i syfte att förutse tidpunkten för människosläktets undergång.
Garys nästa bok skulle bli den verklighetsinspirerade romanen Bad Twin, i vilken privatdetektiven Paul Artisan får i uppdrag att finna en försvunnen medlem av den mäktiga familjen Widmore. Boken var redan såld till det amerikanska bokförlaget Hyperion, när Troup kontaktades av det australiska förlaget Walkabout Publishing I syfte att förhandla med Walkabout flög han till Sydney i september 2004. I Australien fanns också Garys flickvän, flygvärdinnan Cindy Chandler, till vilken han hade dedicerat Bad Twin.
Säsong 1
Både Gary och Cindy befann sig på Oceanic Airlines Flight 815 den 22 september 2004 - Gary som passagerare och Cindy i personalen. Vid haveriet skiljdes de dock åt - Cindy befann sig i den bakre delen av planet, medan Gary uppehöll sig i mittendelen. 
Gary överlevde haveriet - men dog strax efteråt, då han sögs in i en av planets jetmotorer, som ännu inte hade lagt av. Senare fann Hurley manuskriptet till Bad Twin på stranden.
I verkligheten
Bad Twin finns även utgiven i verkligheten av Hyperion Publishing - dock inte i svensk översättning. Författaren anges även i den fysiska boken till Gary Troup, men bakom pseudonymen står i själva verket journalisten och essäförfattaren Laurence Shames.

### Piloten
- Spelad av Greg Grunberg
- Medverkande i 1 avsnitt: Säsong 1: 1.

Före haveriet
Sex timmar efter att Oceanic Airlines Flight 815 hade lyft från Sydney i resan mot Los Angeles upphörde planets radio att fungera och planets pilot beslutade att byta kurs och försöka landa i Fiji. När planet kom in i luftturbulens och bröts i tre delar var det därför cirka 1 000 miles (motsvarande ungefär 1600 kilometer) ur kurs, långt ifrån det område där man skulle komma att leta efter det försvunna planet.
Säsong 1
Planets cockpit slets loss från övriga delar av planet och piloten tappade medvetandet vid nedslaget. Sexton timmar senare anlände Jack, Kate och Charlie till dess nedslagsplats och lyckades få honom att återfå medvetandet. Han berättade för dem om det faktum att planet var ur kurs och att det därför troligen skulle dröja mycket länge innan någon hittade dem. Därefter hördes plötsligt mystiska ljud och piloten klättrade ur cockpiten för att undersöka deras ursprung. 
Ljuden visade sig komma från "rökmonstret", som slet iväg piloten, skrikande, från de andra.
Senare fann Charlie och Kate pilotens döda kropp, mycket svårt åtgången, hängande i en trädtopp.

### Sullivan
- Spelad av Scott Paulin
- Medverkande i 1 avsnitt: Säsong 1: 9.

Säsong 1
Ett par veckor efter haveriet av Oceanic Airline Flight 815, sökte Sullivan upp Jack för att få hjälp med de kliande utslag han ådragit sig. Jack försäkrade honom om att det inte var någon fara, att de bara berodde på värme och stress, men Sullivan kunde inte sluta oroa sig för att utslagen var ett symptom på "någon tropisk sjukdom". Sun försökte mildra utslagen med en egentillverkad salva.

### Donald
- Spelad av Glenn Lehmann
- Medverkande i 1 avsnitt: Säsong 2: 40.

Säsong 1
Donalds förehavanden under första säsongen avslöjades först i The Other 48 Days, det sjunde avsnittet i den andra säsongen.
Donald satt i den bakre delen av planet när det bröts itu, men överlevde haveriet. Hans ben var dock brutet, och Libby blev den som fick lägga det på plats och binda om det. Brottet blev dock inte bättre, och inom ett par dagar hade såret blivit infekterat. På dag fem efter haveriet dog Donald, och begravdes av Libby.

### Emma
- Spelad av Kiersten Havelock
- Medverkande i 1 avsnitt: Säsong 2: 40.

Före haveriet
Emma var i tioårsåldern när hon bordade Oceanic Airlines Flight 815 för att tillsammans med sin lillebror Zack flyga från Sydney till Los Angeles och där träffa sin mor.
Säsong 1
Emmas förehavanden under första säsongen avslöjades först i The Other 48 Days, det sjunde avsnittet i den andra säsongen.
När planet bröts itu befann sig Emma i den bakre delen av planet - hon hamnade långt ut i vattnet och var nära att drunkna. Hon räddades dock av Mr. Eko, som simmade iland med henne och av Ana-Lucia, som utförde hjärt- och lungräddning på henne.
Under dagarna som följde efter haveriet blev Ana-Lucia något av en modersgestalt för Emma och hennes bror. På den tolfte dagen försvann hon dock, kidnappad av De Andra.
Vad som sedan hände Emma och huruvida hon fortfarande lever förblev fortfarande oklart - Goodwin försäkrade dock att hon och Zack var vid god hälsa, efter att han blivit avslöjad som en av De Andra.

### Zack
- Spelad av Mickey Graue
- Medverkande i 1 avsnitt: Säsong 2: 40.

Före haveriet
Zack var uppskattningsvis omkring åtta år när han tillsammans med sin storasyster Emma skulle flyga med Oceanic Airlines Fligth 815 från Sydney till Los Angeles för att träffa sin mamma.
Säsong 1
Zacks förehavanden under första säsongen avslöjades först i The Other 48 Days, det sjunde avsnittet i den andra säsongen.
Precis som sin syster befann sig Zack i den bakre delen av planet vid haveriet, som Zack klarade sig ifrån utan några allvarligare skador. Redan på den tolfte dagen blev han dock kidnappad av De Andra och vad som sedan hände honom är ännu inte känt. Innan Goodwin, De Andras spion, dödades försäkrade denne dock att Zack var vid god hälsa.

### Richard
- Spelad av Bryan Sato
- Medverkande i 38 avsnitt: Säsong 1: 1-6, 8-12, 15, 17, 19-25. Säsong 2: 26, 28-29, 31, 34-38, 40-41, 43-45, 48-49. Säsong 3: 52, 54.

Efter Oceanic Airlines Flight 815 kom Richard att hålla en låg profil - han befann sig ofta i utkanten av händelsernas centrum, men gjorde aldrig något väsen av sig.

### Craig
- Spelad av Chris Candella
- Medverkande i 34 avsnitt: Säsong 1: 1-6, 8-10, 12, 15, 17, 19-25. Säsong 2: 26, 28-29, 31, 33-38, 40, 43-44, 48-49

Craig tillhörde den del av överlevarna från Oceanic Airlines Flight 815 som höll sig i bakgrunden efter haveriet. Han sågs ofta hjälpa till i det dagliga arbetet, men tog aldrig några egna initiativ.

### Jerome
- Spelad av Jim Mazzarella
- Medverkande i 31 avsnitt: Säsong 1: 7, 12, 15-17, 19-25. Säsong 2: 26, 28-29, 31, 33-38, 40, 43-49. Säsong 3: 52

Precis som flera av de andra överlevarna från Oceanic Airlines Flight 815 så höll sig Jerome i bakgrunden i arbetet efter haveriet. Han deltog i vardagslivet, så som det kom att te sig, utan att inta någon framskjutande plats.

### Aaron Littleton
- Spelad av Matthew David Viventi med flera
- Medverkande i 22 avsnitt: Säsong 1: 20-25. Säsong 2: 27, 29, 31, 34-38, 40, 42, 44, 47-49. Säsong 3: 52-53.

Säsong 1
Aaron föddes på överlevarnas 42:a dag på ön, den 2 november 2004. Han hade blivit till av ett misstag, hans biologiske far Thomas hade avsagt sig faderskapet och hans mor Claire hade bokat resan till USA för att adoptera bort honom till ett "perfekt" par som rekommenderades till Claire av mediet Richard Malkin, som dock inte hade nämnt deras namn.
Claires värkar satte in samtidigt som Jack förgäves försökte rädda livet på Boone, och den som kom att bistå Claire vid förlossningen blev Kate. I samma ögonblick som babyn kom till världen, dog Boone.
Claire som fortfarande inte hade hämtat sig från tiden som fånge hos De Andra, gick till slut med på att låta Charlie ta en del av ansvaret för den nyfödde, och han kom att under babyns första veckor i livet att bli något av en fadersfigur för honom på ön. Viss konkurrens, om än ofrivillig sådan, fick han dock av Sawyer vars sydstatsaccent visade sig vara det enda som kunde få den lille att somna - följden blev att Charlie tvingade Sawyer att agera barnskötare.
Babyn kom dock att skiljas från sin mor ganska snart, då Danielle Rousseau stal honom direkt ur moderns händer, i syfte att byta ut honom mot den baby som De Andra hade stulit från henne, 16 år tidigare. Charlie och 'Sayid gav sig iväg för att ta tillbaka barnet - och till slut hann de upp en förtvivlad Danielle, som motvilligt, men utan större motstånd, lämnade tillbaka babyn. Nu hade Claire också bestämt sig att ge honom namnet Aaron.
Nästa stora förändring i Aarons liv blev när Claire, efter att ha upptäckt Charlies heroinmissbruk, förbjöd honom att komma i närheten av babyn. Fadersrollen fylldes nu istället av Locke, som också har tillverkat den vagga som Aaron sover i. 
Säsong 2
Även Charlie fortsatte dock att oroa sig för Aaron och efter en vision tar han, utan moderns vetskap, ner honom till vattnet för att låta honom döpas. Med de övriga överlevarnas hjälp lyckades Claire dock stoppa honom, men följande dag lät hon Mr. Eko döpa både honom och henne själv.
När Aaron plötsligt insjuknade i feber och fick utslag, blev Claire övertygad om att det var en följd av de tester eller experiment som De Andra hade utfört på henne under de dagar hon varit fången hos dem. Jack försäkrade henne dock om att det bara var et anfall av tredagarsfeber, och ett par dagar senare kunde han frisktförklara Aaron.

### Övriga överlevare
Totalt så uppgick antalet överlevare vid haveriet av Oceanic Airlines Flight 815 till sjuttiotre personer: 50 (inklusive Aaron) i mittenpartiet, 22 i den bakre delen och 1 (piloten) i den främre. Dessutom kan nämnas Walts hund Vincent. Utöver huvudpersonerna och de ovan nämnda personerna har ytterligare några personer synts till utan att nämnas vid namn eller nämnts utan att ha synts i bild:
- Ytterligare fyra av de 50 överlevarna från mittendelen av planet, där Jack och huvuddelen av de överlevande fanns, har nämnts i serien, men inte synts i bild: Joanna Miller, som drunknade i avsnitt 5, samt Lance, Neil, och Tracy. I det första avsnittet räddas dessutom en man (spelad av Dale Radomski), vars namn inte nämns, och som sedan dess inte har setts i serien, från att bli krossad under vrakdelar från flygplanet. I pilotavsnittet ses skymtar också ytterligare två överlevare (spelade av Geoff Heise och Barbara Vidinha) och i avsnitt 26 ses Charlie samtala med en överlevare (spelad av Ivana Michele Smith). Samtliga dessa tre är annars okända för tittarna.

- Bland de 22 överlevarna från den bakre delen av planet, där bl.a. Ana-Lucia och Eko fanns, har ytterligare tre nämnts, men inte synts, i serien: Eli, Jim och Nancy, samtliga bortrövade av De Andra på dag 12, tillsammans med bland andra Zack och Emma. Ytterligare en man (spelad av Jon Sakata), vars namn är okänt, sågs leta efter sin fru Pam direkt efter haveriet, i återblicken i avsnitt 32.

- I de tre Lost-romanerna som utspelar sig på ön och som av seriens skapare räknas som officiella, nämns ytterligare fyra överlevare från mittendelen av planet: Faith Harrington, Dexter Cross, Jeff Hadley och George.

På hemsidan för TV-nätverket ABC, som sänder serien i USA, har tre ytterligare personer nämnts vid namn: Janelle Granger, Chris Dobson och Larry, och på ABC:s hemsida för flygbolaget som ägde det havererade planet, OceanicAirline.com, nämns fyra namn: Sally Rafflethorpe, Bob Jones, Jake Smith och Robert D. West. Ingen av dessa två sajter är dock sanktionerade av seriens skapare.

## De Andra

### Richard Alpert
- Spelad av Nestor Carbonell

### Eloise Hawking
- Spelad av Fionnula Flanagan (äldre), Alice Evans (medelålders), Alexandra Krosney (ung kvinna)

### Tom
- Spelad av M.C. Gainey
- Medverkande i 10 avsnitt: Säsong 1: 25. Säsong 2: 36, 40, 47, 49. Säsong 3: 50, 51, 53, 55-56.

Tom förefaller att vara något av en talesman för De Andra och är av hans handlingar och reaktioner att döma är han lojal gentemot Ben.
Säsong 1
Den första personliga kontakt Tom fick med överlevarna förefaller ha varit under den period som De Andra höll den gravida Claire inspärrad i DHARMA-stationen Staven. Ethan var den som hade den direkta kontakten med Claire, men Tom agerade hela tiden i bakgrunden, gav Ethan order och tillrättavisade honom för att inte ha "gjort en lista" innan han tog med sig Claire till stationen. (avslöjat i tillbakablicken i avsnitt 40, säsong 2).
Ett par veckor senare dök Tom upp, iklädd lösskägg och smutsiga kläder, tillsammans med ytterligare tre Andra, och hindrade Michael, Walt, Jin och Sawyer i deras försök att fly från ön på en flotte. Efter att ha tvingat över Walt till sin båt, lät han skjuta Sawyer, och sprängde flotten i luften.
Säsong 2
Inte lång tid efter detta lyckades Michael, i sin jakt på sonen, spåra upp en grupp Andra under ledning av Tom. Tom kunde dock ganska enkelt övermanna och fängsla honom, och började förberedda att föra honom till ms. Klughs läger.
Dock avbröts han av Kate, som även hon begett sig lång utifrån sitt läger, och Tom informerades om att ytterligare tre av överlevarna - Jack, Locke och Sawyer - hade begett sig ut för att leta reda på Michael. I sällskap med bland annat Danny Pickett och Matthew gick Tom de tre männen till mötes, och varnade överlevarna från att bege sig längre norrut på ön, och därmed förändra situationen från ett "missförstånd" till "något annat". Därefter presenterade han sitt trumfkort - den bakbundna Kate - men försäkrade samtidigt att Walt (som han kallar "speciell") och de kidnappade överlevarna från den bakre delen av planet, var vid liv. Efter att ha bevisat sitt överlägsna antal, släppte han så Kate, och lät henne, Jack, Locke och Sawyer gå därifrån, rejält uppskakade. Därefter kunde han lugnt överlämna Michael till ms. Klugh.
Två veckor senare var Tom med och ledde tillfångatagandet av Jack, Sawyer och Kate, och tillsammans med Ben transporterade han dem till DHARMA-stationen Hydra, belägen på en annan ö, ett par kilometer utanför huvudön.
Säsong 3
Nästa morgon instruerade han Kate att göra sig i ordning inför hennes möte med Ben, och dagen därpå deltog han i en operation med syfte att ta segelbåten Elizabeth från överlevarna. När Sun sköt ned Colleen, avfyrade Tom i sin tur skott mot Sun, men missade. Svårt tagen fick han senare se hur Colleen dog på operationsbordet.
Ytterligare ett par dagar senare bevittnade han ytterligare en operation - denna gång var det Jack som opererade på Ben. Nu kastades plötsligt situation om - Jack berättade att han skulle låta Ben förblöda om inte Tom ordnade så att Jack fick tala med Kate via hans walkie talkie.
I tumultet som följde lyckades Kate och Sawyer fly ön, under tiden som Tom assisterade Jack att fullfölja operationen.

### Bea Klugh
- Spelad av April Grace
- Medverkande i 2 avsnitt: Säsong 2: 47, 49.

Säsong 2
Efter att Michael tillfångatagits av De Andra under sin jakt på Walt, fördes han till en liten by av enkla lerhyddor, som, av allt att döma, stod under ledning av Ms. Klugh.
Ms. Klugh frågade lugnt och metodiskt ut Michael om hans son; "Är du hans biologiska far?", "När lärde han sig prata?", "Var han sjuk som liten?" och "Har han synts till någonstans där han inte borde vara?". Michael, som inte var närvarande vid sonens uppväxt var oförmögen att svara på hennes frågor, utan krävde istället att få träffa honom. Hon gick med på ett kortare möte, och beordrade in Walt. När denne började tala om att "de är inte vad de utger sig för att vara" varnade hon honom att han skulle få gå tillbaka till "rummet" igen om han inte uppförde sig. Därefter lät hon föra ut Walt, och ställde upp sina krav för att låta far och son återförenas och dessutom lämna ön; att överlevarna skulle släppa Ben fri och att Jack, Kate, Hurley och Sawyer skulle överlämnas i De Andras händer.
Några dagar senare kunde Ms Klugh, tillsammans med bl.a. Tom, Alex och Pickett, bevittna den nu frigivne Bens triumf över att ha Kate, Sawyer och Jack i sitt våld, och låta Hurley gå med budet om det till överlevarnas läger.

### Ethan Rom
- Spelad av William Mapother
- Medverkande i 8 avsnitt: Säsong 1: 9-11, 15-16. Säsong 2: 40. Säsong 3: 50, 56.

Före haveriet
Hösten 2001 arbetade Ethan tillsammans med en Richard Alpert åt en forskarorganisation kallad Mittelos Bioscience, med hävdat huvudkontor i Portland. Efter att Juliets exmake och tillika chef dött gick hon med på Ethans och Alperts förslag och accepterade sin anställning på Mittelos - som dock inte låg i Portland, utan på en "avlägsen plats"; av allt att döma Hydra-ön.
Säsong 1
Den 22 september 2004 höll Ethan på att reparera rören under Juliets hus när Oceanic Airlines Flight 815 bröts itu och havererade alldeles utanför De Andras ö. Ben gav honom i uppdrag att bege sig till mittendelens nedslagsplats, framställa sig som en av överlevarna från planet och smälta in i gruppen. Han fick tre dagar på sig att "göra en lista". (Avslöjat i det första avsnittet i säsong tre, "A Tale of Two Cities")
Under de följande veckorna kom Ethan att etablera sig som en bland överlevarna; bland annat gick han på jakttur med Locke och gav golfväska med klubbor, som han "hittat i djungeln", till Hurley. 
Ett par veckor efter haveriet försökte Ethan injicera något i gravida Claire, som dock vaknade upp skrikande innan han hann fullborda det. Utan att väcka någons misstankar var han sedan med och tog hand om den skakade Claire.
När Hurley sedan frågade Ethan vad hans fullständiga namn var och var han kom ifrån, svarade han att han hette Ethan Rom och var från Ontario, Kanada. Inte långt senare ledde Hurleys efterforskningar i kombination med en upphittad passagerarlista till att han upptäckte att Ethan i själva verket inte alls hade varit ombord på planet. Ethan förekom dock överlevarna och kidnappade både Claire och Charlie. Därefter sökte han upp Jack, varnade honom från att försöka följa efter honom och slog honom medvetslös - några timmar senare fann överlevarna Charlie hängande från ett träd.
Ethan förde Claire till DHARMA-stationen Staven, där han under Toms tillsyn drogade ned Claire och lyckades övertyga honom om att det var avgörande för hennes kommande barns välbefinnande att hon stannade och lät honom injicera det ännu ofödda barnet med ett "vaccin" märkt CR 4-81516-23 42. (Avslöjat i "Maternity Leave", den andra säsongens femtonde avsnitt)
Efter att Claire flytt, tack vare Alex, attackerade Ethan Charlie och Jin, och hotade att döda en överlevare varje dag till dess Claire återfördes till honom - följande dag hittades Steve Jenkins död, med brutna armar, fingrar och nacke. Redan dagen därpå lyckades dock överlevarna sätta stopp för Ethans planer - Charlie sköt honom med sex skott, varefter han, tillsammans med Hurley, begravde honom i djungeln.

### Goodwin
- Spelad av Brett Cullen
- Medverkande i 3 avsnitt: Säsong 2: 30 (kvarlevor) 32. Säsong 3: 50.

Säsong 1
Goodwins förehavanden under den första säsongen avslöjades först i tillbakablickar i den andra säsongens sjunde avsnitt, The Other 48 Days och den tredje säsongens första avsnitt A Tale of Two Cities).
När Oceanic Airlines Flight 815 havererade på De Andras ö den 22 september 2004 beordrades Goodwin att bege sig till nedslagsplatsen för den bakre delen av flygplanet, och, i händelse av att det där fanns överlevande, själv agera som en sådan.
Tio minuter efter haveriet kom Goodwin ut ur skogen och beblandade sig med överlevarna från den bakre delen av planet. Tillsammans med Ana-Lucia hjälpte han ner Bernard ur det träd hans säte fastnat i efter planet brutits itu. Trots att Ben  hade beordrat honom att inta en tillbakadragen position kom han under de följande dagarna att, tillsammans med Ana-Maria, bli något av en ledarfigur för gruppen. När Ana-Lucia skämtsamt jämförde honom med en pojkscout, hävdade han att han var medlem i den amerikanska hjälporganisationen Fredskåren.
När gruppen kom att utsättas för den ena attacken efter den andra, och människor både försvann och dödades, så kom de kvarvarande småningom att misstänka att De Andra hade en spion ibland dem. Misstankarna riktades tidigt mot Nathan, och till en början försökte Goodwin tona ned konflikten, men när hela gruppen vänder sig mot honom ger han till slut efter. Av rädsla för att Nathan skulle lyckas övertyga de andra om sin oskuld, och därmed riskera att vända misstankarna mot Goodwin, bröt Goodwin till slut nacken av honom och röjde undan kroppen.
Ana-Lucia hade dock kommit att bli misstänksam emot Goodwin, och ställde honom till slut mot väggen. Handgemänget som följde slutade med att Goodwin spetsades på en påle, och Ana-Lucia lämnade honom, utan att tala om för de övriga vad som hänt.
Säsong 2
Några dagar efter Goodwins död påträffade Jin och Mr. Eko kvarlevorna efter hans kropp.

### Alexandra "Alex" Rousseau
- Spelad av Tania Raymonde
- Medverkande i 6 avsnitt: Säsong 2: 40, 47, 49. Säsong 3: 51, 55-56.

Före haveriet
Alex föddes på ön år 1988, som dotter till Danielle och Robert Rousseau, men stulen från sina föräldrar endast en vecka gammal. Uppenbarligen kom hon att växa upp och bli en del av De Andra, men hennes lojaliteter gentemot dem har flera gånger visat vara påfallande svag. Hur mycket hon känner till om sitt ursprung är ännu inte klarlagt - men hon refererar till Ben som sin far.
Säsong 1
Alex förehavanden under den första säsongen avslöjades först i tillbakablickar i den andra säsongens femtonde avsnitt, Maternity Leave.
Alex kom att på avstånd lära känna den gravida Claire när denna hölls inspärrad av Ethan Rom på DHARMA-stationen Staven. Alex höll sig dock på avstånd och tog inte kontakt med fången förrän den natt då hon sökte upp henne, varnade henne att "de kommer att skära ut barnet ur dig", och befriade henne. Det faktum att Claire vid detta tillfälle var under konstant inflytande av droger och hade kommit att tro att Ethan var där för att skydda henne, innebar dock att Alex var tvungen att söva henne med kloroform, bära ut henne ut stationen och lämna henne medvetslös i djungeln.
Säsong 2
Alex var också närvarande när Michael tillfångatogs av De Andra i samband med sitt sökande efter sin kidnappade son. Hon föreföll nu vara mycket mån om att få veta hur det hade gått med Claire och barnet, men den munkavelförsedde Michael kunde inte svara på hennes frågor. När Tom senare, under sin konfrontation med Jack, Locke och Sawyer, beordrade Alex att föra fram De Andras andra fånge, Kate, trotsade hon hans order, och det blev istället Pickett som fick göra det.
När Kate, Jack och Sawyer två veckor senare tillfångatogs och fördes till DHARMA-stationen Hydran, sågs Alex bland de övriga Andra, utan att inta någon tydlig position vare sig för eller emot det hon såg.
Säsong 3
Ett par dagar senare sökte dock Alex i hemlighet kontakt med Kate i De Andras stenbruk - och upptäckte då att Kate fått klä upp sig i hennes klänning. Hon var nu mycket angelägen att få veta om Kate visste något om vad som hänt en kille vid namn Karl, vilket inte var fallet. Ytterligare några dagar senare försökte hon sig på storma stenbruket med en slangbella. Efter att ha skjutit två av väktarna medvetslösa vände hon sig mot Pickett, och krävde att få tala med Ben. Hon övermannades dock snabbt, men innan hon avlägsnades från bruket.
Följande dag lyckades hon hjälpa Kate och Sawyer fly från Hydra-ön - men enbart under förutsättning att de hjälpte henne befria Karl, hennes pojkvän, från den fångenskap De Andra höll honom. Fritagningsförsöket lyckades, men när de fyra gjorde sig klara för att segla ifrån ön, nåddes de upp av Pickett. Innan han hann göra något blev han dock skjuten av Juliet, som sedan övertalade Alex att stanna på 'Hydra-ön; eftersom "det är det enda sättet Ben kommer låta Karl leva".

### Karl
- Spelad av Blake Bashoff
- Medverkande i 2 avsnitt: Säsong 3: 50, 56.

Säsong 3
När Sawyer fördes till sin bur utanför DHARMA-stationen Hydran, fanns där i en annan av burarna en tonårig kille vid namn Karl, tillhörande De Andra. Han pratade inte så mycket, men frågade dock om de övriga överlevarna från flygplanshaveriet.
Ganska snart lyckades Karl bryta sig ut ur sin bur, varpå han även bröt upp låset som höll Sawyer fången. Sawyer hann dock inte långt, och snart dök även Tom och Juliet upp med en svårt misshandlad Karl, tvingades honom att be Sawyer om ursäkt för att han dragit in honom i sitt flyktförsök. Därefter förs han utom synhåll och in i hans bur fördes senare Kate.
Några dagar senare lyckades Karls flickvän Alex, tillsammans med flyktingarna Kate och Sawyer, hitta Karl fastbunden, tvingad att titta på en serie snabbt växlande stillbilder till höga, oidentifierbara ljud; av situationen att döma i hjärntvättningssyfte. Karl befriades och flydde från Hydra-ön tillsammans med Kate och Sawyer, men utan Alex, som tvingades stanna kvar.

### Matthew
- Spelad av Dustin Geiger
- Medverkande i 5 avsnitt: Säsong 2: 47, 49. Säsong 3: 51, 53, 55.

Säsong 2
Matthew var en av de Andra som förde Michael till Ms. Klugh, och var också närvarande när Jack, Kate, och Sawyer förråddes av Michael.
Säsong 3
Han deltog även vid operationen som tog Colleens liv, han utförde på Bens uppdrag injicering i Sawyers kropp, och var en av dem som träffades av Alex' stenar när hon anföll stenbruket.

### Mikhail Bakunin
- Spelad av Andrew Divoff
- Medverkande i 1 avsnitt: Säsong 3: 54

Säsong 3
Bakunins existens blev först känd av överlevarna, då John, Desmond, Sayid, Nikki och Paulo besökte DHARMA-stationen Pärlan, i syfte att söka ledtrådar efter Kate, Sawyer och Jack. Han dök plötsligt upp på en av stationens monitorskärmar, varefter han sågs gå fram till kameran, titta in i den och stänga av den.
Bakunin var iklädd en DHARMA-overall, och hade en svart lapp för ena ögat. Ytterligare detaljer om honom var då okända.
Senare i säsong 3, i avsnittet Enter 77, upptäckte John, Sayid, Kate och Rousseau en till Dharma-station, "The Flame". Där bodde Bakunin, som, enligt honom själv då, sköt Sayid av misstag för att han trodde att de var "The Others". Efter ett tag får de reda på att Bakunin inte alls är "den siste överlevaren från Dharma-initiativet" som han påstår, han är egentligen en av "The Others". Sayid och Kate lyckas binda honom, och han berättar sanningen: att han kom från Ryssland, där han blivit värvad av "The Others". 
I ett annat rum finns en dator, som det bara verkar gå att spela schack på och som Locke spelade på innan de visste att Bakunin var en av "The Others". Bakunin hade tidigare sagt till Locke att spelet var omöjligt att klara, eftersom schackprogrammet programmerats av några stormästare. Locke, som egentligen skulle vakta Bakunin medan Sayid och Kate undersökte en lucka de hittat under en matta, gick och fortsatte spela schack mot datorn. Slutligen kom han till en ställning där han kan göra schackmatt, och han vinner. Plötsligt börjar en film på datorn, där de som är med ger olika instruktioner. En av de är att man ska trycka 77 ifall "The Others" har tagit över "The Flame", som stationen kallades. Precis när Locke ska trycka 77 kommer Bakunin och hotar honom med en pistol. Kate och Sayid blir överfallna nere under stationen av Klugh, men de lyckas övermanna henne och går upp från luckan. Utomhus skjuter Bakunin Klugh av okänd anledning, och Sayid , Locke och Kate låter Bakunin leva. Sedan får man reda på att Locke tryckt in 77 på datorn, för hela stationen sprängs.

### ÖvrigaAndra
Danny Pickett
- Spelad av Michael Bowen
- Gift med Colleen Pickett (se nedan)
- Pickett är en av de mer fysiskt brutala av De andra och har dessutom ett häftigt humör
- Efter att Sawyer och Kate förts till DHARMA-stationen Hydran var Picket deras övervakare när de arbetade på stenbruket
- Sköts till döds av Juliet

Colleen Pickett
- Spelad av Paula Malcolmson
- Gift med Danny Pickett (se ovan)
- Fick i order att tillsammans med Tom överta segelbåten från Sayid, Sun och Jin
- Dog av skadorna efter att ha blivit skjuten av Sun

Jason
- Spelad av Ariston Green
- Assisterade Matthew vid injiceringen i Sawyers kropp
- Följde med Pickett i jakten på Sawyer och Kate Austen efter att de lyckades rymma från Hydran

Ivan
- Spelad av Teddy Wells
- Deltog i översynen av Hydra-stationens stenbruk
- Närvarande när Sun sköt Colleen till döds

Luke
- Spelad av Joah Buley
- Deltog i översynen av Hydra-stationens stenbruk

Aldo
- Spelad av Rob McElhenney
- Övervakade Karl när denne satt inlåst i vad han kallade Rum 23

Adam
- Spelad av Stephen Semel
- En av deltagarna i den bokklubb som bland andra också innefattade Juliet

Amelia
- Spelad av Julie Adams
- En av deltagarna i den bokklubb som bland andra också innefattade Juliet

## Andra öbor

### Danielle Rousseau
- Spelad av Mira Furlan, Melissa Farman
- Medverkande i 26 avsnitt: Säsong 1, 2, 3, 4 och 6

Den kroatiska skådespelaren Mira Furlan spelar Danielle Rousseau, en forskare vars forskningsfartyg förliser vid ön sexton år innan händelserna i första avsnittet av serien. Under femte säsongen spelade den amerikanska skådespelaren Melissa Farman rollen som en yngre Rousseau efter att Furlan beslutat sig för att hoppa av produktionen. Under sjätte säsongen återvände Furlan och spelade in ett ytterligare avsnitt. Under TV-seriens gång har Rousseau deltagit i sammanlagt tjugosex avsnitt samt ett ytterligare där bara hennes röst hörs. 
Karaktären, som vanligtvis kallas "The French Woman" (den franska kvinnan) av överlevarna på ön, introduceras tidigt i Losts första säsong. Hon skjuts och dödas av en grupp legosoldater i säsong fyra. Manusförfattarna skrev ett avslut för Rousseau på Furlans begäran som inte ville fortsätta att åka till Hawaii för att spela in avsnitten. Hon avvisade senare detta rykte och kallade det för osanning. Producenterna bakom Lost planerade att ge Rousseau ett "flashback-avsnitt" under säsong 4. Dessa planer försenades på grund av Writers Guild of America-strejken år 2007 och 2008. 

### Henry Gale
- Spelad av Michael Emerson
- Medverkande i 1 avsnitt: Säsong 2: 42 (foto)

Före haveriet
Henry Gale lämnade sin fru Jennifer hemma i Minnesota, USA för att försöka korsa Stilla havet i en luftballong. Han kom dock att haverera på samma ö som Oceanic Airlines Flight 815 senare skulle komma att förolyckas på. Hans vidare öden är inte känt – han dog av okänd anledning och blev begraven under sin luftballong. Huruvida han träffade på De Andra eller ej har inte klargjorts, och inte heller vem eller vilka som begravde honom.
Av datumet i hans körkort att döma kom Gale till ön någon gång i början av 2000-talet. Han livshistoria förefaller vara väl känd för Ben, som tog Gales historia efter att han blivit överlevarnas fånge.

### Robert Rousseau
- Har enbart nämnts.

Före haveriet
1988 kom vetenskapsmannen Robert Rousseau till ön tillsammans med sin gravida hustru Danielle, och deras fyra man starka forskarlag, efter att de lidit skeppsbrott under en jakt på källan till ett radioutrop som enbart löd "4-8-15-16-23-42". Efter att ha upptäckt varifrån det inspelade utropet sändes – ett radiotorn på ön – insjuknade Robert i vad hans maka senare skulle komma att kalla "sjukdomen", och han mördades av henne i syfte att förhindra att smittan skulle spridas utanför ön i händelse av att de skulle bli räddade.

### Övriga öbor
- Två kroppar, en man och en kvinna, av Locke kallade Adam och Eva. Jack uppskattar att de varit döda i 40-50 år. Men i själva verket är det Jacobs bror och mor som han begravt här.
- Kropparna efter Ekos bror Yemi och drogsmugglaren Goldie, som återfanns i ett havererat flygplan.
- Kapten Magnus Hanso, hans besättning och slavar på slavskeppet "Black Rock".
- Brennan, Montand och ytterligare två medlemmar av Rousseaus forskningsteam.

## DHARMA-initiativet
De två videofilmerna, där DHARMA-medlemmar visas, som överlevarna har upptäckt på öns DHARMA-stationer har båda copywriteår 1980.

### Gerald och Karen DeGroot
- Spelad av Michael Gilday och Courtney Lavigne
- Medverkande i 2 avsnitt: 28 (videofilm), 46 (annan videofilm)

Det gifta paret DeGroot var båda anställda som doktorander på University of Michigan. De hävdas ha varit inspirerade av B.F. Skinner när de tack vare ekonomiskt stöd från den danska Hanso-stiftelsen kunde grunda DHARMA-initiativet år 1970. Syftet med DHARMA var att skapa ett nätverk av forskare och fritänkare, där de kunde fullfölja sina vetenskapliga idéer.

### Alvar Hanso
Se även The Lost Experience.
- Spelad av oidentifierad skådespelare
- Medverkande i 1 avsnitt: Säsong 1: 46 (videofilm).

Den danske industrimagnaten Alvar Hanso, grundare av Hanso-stiftelsen nämns i förbifarten i DHARMA-initiativets orienteringsfilm för de anställda på stationen Pärlan. Hans siluett skymtar och han nämns som den som finansierade DHARMA-initiativet och därmed förverkligade paret DeGroots dröm.
Sommaren 2006 blev Alvar Hanso en av centralfigurerna i tv-seriens alternate reality game-spinoff The Lost Experience, men i tv-serien har han inte nämnts igen.

### Pierre Chang
- Spelad av François Chau
- Medverkande i säsong 2 & 5

Doktor Chang finns med i två presentationsvideos som hittats på ön. I Svanen ("Luckan") presenterar sig Chang som Marvin Candle. Han presenterar DHARMAs bakgrund, liksom paret Karen och Gerald DeGroot, och nämner även initiativets finansiär Alvar Hanso. Därefter instruerar han hur arbetet i Svanen ska skötas, han informerar att arbetarna kommer att bli avlösta efter 540 dagar, och varnar för att försöka använda stationens dator till att söka kontakt med omvärlden.
Han presenterar även DHARMA-initiativets orienteringsfilm för stationen Pärlans anställda under namnet Doktor Mark Wickmund. Filmen instruerar de anställda i Pärlan hur deras arbete ska skötas. Till skillnad från doktor Candle, som har armprotes, rör sig dock båda Wickmunds armar.
Chang är far till Miles som anlände till ön på fraktfartyget Kahuna.

### Horace Goodspeed
- Spelad av Doug Hutchison
- Medverkande i säsong 3-5

### Stuart Radzinsky
- Spelad av Eric Lange
- Medverkande i säsong 5

Radzinsky var Kelvins partner på DHARMA-stationen Svanen. Han ägnade sig åt en omfattande forskning av öns utseende, och var speciellt intresserad av att kartlägga dess övriga DHARMA-stationer. Efter att han kommit på hur man simulerar ett krisläge i Svanen började han teckna ner resultatet av sina undersökningar på en av skyddsdörrarna i stationen.
Det var också Radzinsky som kom att göra klippningen av Svan-stationens instruktionsfilm, men skälen till detta är ännu okända.
Radzinsky tog så småningom sitt liv, han satte ett gevär i munnen på sig och sköt. Kelvin begravde kroppen i djungeln.

### Roger Linus
- Spelad av Jon Gries
- Medverkande i säsong 3 & 5

### Kelvin Inman
- Spelad av Clancy Brown
- Medverkande i säsong 2

Kelvin arbetade för CIA, då under namnet ”Joe Inman”, och deltog i Gulfkriget, bland annat tillsammans med Sam Austen. Under en operation lyckades hans soldater tillfångata Sayid , som då var soldat för Republikanska Gardet, och Kelvin manipulerade honom till att tortera en annan irakisk soldat. 
Kelvin kom dock att lämna armen ”eftersom folk följde mina order”. Istället kom han – någon gång under 1990-talet – att söka anställning inom DHARMA-initiativet. Han fick i uppdrag att sköta om stationen Svanen, tillsammans med en man kallad Radzinsky, som bedrev omfattande egen forskning om ön. Efter att Radzinsky begått självmord, begravde Kelvin honom i djungeln. 
Kelvin hade nu blivit ensam på ön; han väntade förgäves på att hans utlovade avlösare skulle dyka upp och låta honom återvända till USA. När den skeppsbrutne Desmond flöt iland, trodde Kelvin först att han var ditsänd av DHARMA. När så framkom att inte var fallet, visade han honom trots detta Svan-stationens instruktionsvideo och lärde honom att sköta den enda uppgift som var ålagd stationens personal; att var 108:e minut slå in en kod – 4-8-15-16-23-42 – i stationens dator.
Kelvin fortsatte Radzinskys arbete med att kartlägga ön, genom en hemlig målning på en av stationernas säkerhetsdörrar, och begav sig dagligen ut på ön för att söka upp nya landmärken – då framför allt andra DHARMA-stationer. I hemlighet förberedde han sig också för att fly från ön i Desmonds segelbåt Elizabeth, och för att dölja detta intalade han Desmond att stationen var livsfarlig att lämna oskyddad. När Desmond så småningom upptäckte Kelvins lögn, uppstod handgemäng, Kelvin föll illa, slog huvudet i en sten och avled genast.

## Familjen Widmore & Widmores anställda

### Charles Widmore
- Spelad av Alan Dale (äldre); Tom Connolly (yngre man); David S. Lee (medelålders)
- Medverkande i säsong 2-5

### Penelope "Penny" Widmore
- Spelad av Sonya Walger
- Medverkande i säsong 2-5

Penny Widmore är Desmonds flickvän. När han är skeppsbruten på ön ger hon aldrig upp sitt sökande efter honom. Hon lyckas slutligen hitta honom och räddar inte bara Desmond utan även piloten Frank Lapidus och Oceanic Six. Hon hjälper också till att ordna Oceanic Six täckmantel. Senare föder hon hennes och Desmonds son Charlie, som är döpt efter Charlie Pace.

### Naomi Dorrit
- Spelad av Marsha Thomason
- Medverkande i säsong 3-5

## Personer i tillbakablickar

### Christian Shephard
- Spelad av John Terry
- Medverkande i säsong 1-5

Relation till överlevarna
Christian var Jacks far. Han lärde även känna såväl Ana-Lucia som Sawyer.
Historia
Christian var läkare, anställd på St. Sebastian Hospital i Los Angeles, Kalifornien, och under årens lopp kom han också att drabbas av alkoholism. Han gav vid flera tillfällen uttryck för en stark ödestro, något som hans son senare förklarade som ett sätt för honom att slippa ta ansvar för sina handlingar.
Med sin hustru Margo fick Christian sonen Jack. Som far förefaller Christian ha varit relativt hård redan under sonens första år; när han i tidig skolålder kom hem med en blåtira efter att ha försökt rädda sin bäste vän undan från mobbare, var faderns reaktion kallsinnig, och han sa till Jack han inte bör försöka rädda någon, då han inte har vad som krävs för att hantera ett misslyckande. 
Jack växte upp, blev läkare, och fick jobb på samma sjukhus som sin far, som nu hade avancerat till chefskirurg, och därmed blev sonens närmsta överordnade. Av allt att döma ändrades dock inte Christians uppenbara skepsis gentemot sin son, och vid ett flertal tillfällen gjorde han det också klart för honom, och talade gärna om för honom hur han skulle sköta sitt jobb. Även på det privata planet var relationen likvärdig - när Jack förgäves försökte skriva en dikt att läsa på sitt kommande bröllop påpekade Christian att han var "läkare, inte författare".
Efter att Jacks och hustrun Sarahs äktenskap fallit i bitar, blev även relationen mellan Jack och Christian än mer spänd. Jack fattade misstankar att hans fru och hans far hade ett förhållande, och attackerade fadern under ett av dennes möten med Anonyma Alkoholister - i grälet kom flera underliggande känslor upp till ytan och resultatet blev uppslitande; Jack omhändertogs av polisen över natten, och Christian, som varit nykter i femtio dagar, fick ett återfall.
Efter detta blev Christian aldrig fri från sin alkoholism - till slut dog en av hans patienter på operationsbordet, efter att Christian opererat i berusat tillstånd. Jack hade dock upptäckt det och tagit faderns plats, men utan att lyckas rädda patienten. Efter att ha bönat och bett och lovat att händelsen aldrig skulle upprepas, lyckades Christian till slut få sonen att gå i god för att operationen hade gått riktigt till. Patientens make hotade dock att stämma sjukhuset, och Christian och Jack blev inkallade till förhör, där Jack till slut avslöjade sanningen - och Christian förlorade läkarlicensen.
Förlusten av jobb och anseende fick Christian att sjunka djupare ner i alkoholism och självförakt. På en bar på Los Angeles Airport träffade han vakten Ana-Lucia Cortez, som han övertalade att bli hans "livvakt" på en hastigt påkommen resa till Australien. De valde dock att kalla varandra vid figurerade namn - Christian kallade Ana-Lucia för Sarah, och hon valde namnet Tom på honom. Efter att ha tillbringat flera dagar på Sydneys pubar bad han Ana-Lucia att köra honom till en kvinna vid namn Lindsey, av vilken han kräver att få träffa sin dotter. Lindsey slänger dock ut honom ur huset, och dagen därpå lämnar Ana-Lucia Christian, efter att först ha kallat honom patetisk.
Senare, på ännu en av Sidneys barer, träffade Christian Sawyer, och under alkoholens inflytande öppnar han sitt hjärta för honom. Han berättar om situationen med sonen, om hur Jack tror att hans far avskyr honom, men att det i själva verket är precis tvärt om - Christian beundrar sonen för sitt mod, och är full av tacksamhet och stolthet inför honom. Han berättade hur gärna han skulle vilja ringa sin son och tala om det, men att han är försvag.
Några dagar senare hittades Christian död i en gränd. Obduktionen visade att han hade fått en hjärtattack till följd av alkoholmissbruket. Samtidigt anlände Jack till Sydney för att leta reda på sin far, men fick istället identifiera honom på bårhuset. Den 22 september 2004 lyfte Jack och Christians kista med Oceanic Airlines Flight 815.
Ett par dagar efter haveriet fann Jack faderns kista på ön - men den var tom. Huruvida kroppen försvunnit i samband med haveriet eller om den aldrig låg i kistan har inte uppdagats.
Jack har vid ett flertal tillfällen sett sin far på ön - något som han själv förklarar som hallucinationer.

### Sarah Shephard
- Spelad av Julie Bowen
- Medverkande i 4 avsnitt: Säsong 1: 20. Säsong 2: 26, 36. Säsong 3: 50

Relation till överlevarna
Sarah är Jacks före detta hustru. Inblandad i samma olycka som kostade Shannons far livet.
Historia
Åtta månader innan sitt planerade bröllop med fästmannen Kevin var Sarah på väg för att prova bröllopsklänning, när hennes bil plötsligt hamnade i en svår situation varpå hon kom över på fel körbana och frontalkrockade med en mötande bil.
Svårt skadas fördes hon till St. Sebastian Hospital där hon omhändertogs av läkaren Jack Shephard, som lyckades få henne att överleva de mest akuta skadorna. Föraren av den andra bilen, Adam Rutherford, dog dock senare samma dag till följd av sina skador.
När Sarah återfick medvetandet informerades hon om att hon brutit ryggen, och att en operation var nödvändig - men att hennes chans att någonsin kunna gå igen var i princip obefintlig. I ögonblicken innan operationen skulle påbörjas lovade dock Jack att återge henne rörelsen i underkroppen, och Sarah bjöd in honom till bröllopet. När hon vaknade upp efter operationen var Jack övertygad om att hon skulle bli rullstolsburen - men i samma stund upptäckte Sarah att hon hade återfått känseln i tårna - Jack hade räddat henne. Vid denna tidpunkt hade dock Kevin redan lämnat sjukhuset, efter att ha förstått hur liten chansen var att Sarah skulle bli helt återställd. Något bröllop blev aldrig av.
Två år senare, 2003, gifte sig ändock Sarah - med Jack. Äktenskapet förefaller till en början varit lyckligt - Jacks långa arbetsdagar fick dock Sarah att känna sig ensam, och efter några månader inledde hon en kärleksaffär med en annan man. Till slut berättade hon det för sin make, och sa att hon vill skiljas. Trots att Jack motsatte sig skilsmässan, gick den till slut igenom. Jack misstänkte att Sarahs älskare var hans far, Christian Shephard, något som dock visade sig vara felaktigt.

### Margo Shephard
- Spelad av Veronica Hamel
- Medverkande i 1 avsnitt: Säsong 1: 5

Relation till överlevarna
Margo är Jacks mor.
Historia
Margo och maken Christian fick tillsammans sonen Jack. Hur hennes relation till sonen var har enbart antytts - hon förefaller som relativt frånvarande från hans liv, bland annat deltog hon inte på hans bröllop. 
När en nedbruten, alkoholiserad och arbetslös Christian begav sig till Australien utan att meddela familjen någon orsak använde hon sonens skuldkänslor för att få honom att åka efter honom. Hon delade också Christians åsikt att Jack inte kan handskas med pressade situationer.

### Diane Jansen
- Spelad av Beth Broderick
- Medverkande i 3 avsnitt: Säsong 1: 22. Säsong 2: 34, 38

Relation till överlevarna
Diane är Kates mor och har även tagit emot en matbeställning från Sawyer.
Historia
Servitrisen Diane var gift med soldaten Sam Austen när denne blev inkallad till tjänstgöring i Korea-kriget. I Sams frånvaro hade Diane ett förhållande med Wayne Jansen, och som ett resultat av deras affär föddes Kate. Diane beslöt dock att inte berätta för dottern vem hennes biologiska far var, och äktenskapet med Sam höll i sig tills Kate var fem år gammal. Efter skilsmässan gifte sig Diane med Wayne, som dock drack våldsamt och så småningom kom att börja slå henne.
Flera år senare kom sanningen fram - dock inte från Dianes håll. För att hämnas på sin biologiska far sprängde Kate familjens hus i luften, med Wayne inne i det, och flydde från staden - efter att först ha försäkrat huset i Dianes namn. Skakad anmälde dock Diane händelsen till myndigheterna som sände ut en efterlysning på Kate. De följande månaderna förflöt utan att hon hörde något ifrån dottern.
En tid efter Waynes död insjuknade Diane i cancer - och svår sjuk fick hon plötsligt besök av sin dotter, som bad om förlåtelse för allt hon utsatt henne för. Diane reagerade med kraftig rädsla och började skrika på hjälp, och gråtande tvingades Kate fly från sjukhuset. Inte långt senare avled Diane.

### Sam Austen
- Spelad av Lindsey Ginter
- Medverkande i 2 avsnitt: Säsong 2: 34, 39

Relation till överlevarna
Diane är Kates fosterfar, och träffade även Sayid.
Historia
Sam var gift med servitrisen Diane, men då hans yrke som soldat tvingade honom vara borta långa tider inledde hustrun ett förhållande med en annan man, Wayne. När Sam var stationerad i Korea-kriget blev Diane gravid med Waynes barn, och dottern Kate föddes. Diane berättade som det var för Sam, som gick med på att inta rollen som flickans far. Sams och Dianes äktenskap höll fram till det att Kate var fem år gammal. Efter skilsmässan ville Sam ta med sig Kate till Washington, men Diane vägrade. Kontakten med "dottern" fortsatte dock vara god, och av allt att döma kom de att stå varann mycket nära.
Under Irakkriget deltog Sam i Operation Ökenstorm, där han bland annat ledde den avdelning som även Joe Inman tillhörde, och som tillfångatog Sayid och använde sig av hans kontakter, för att sedan släppa honom fri.
2001 blev Sam uppsökt av Kate på sitt kontor i Washington. Hon hade nu fått reda på att de inte var släkt. Det blir ett känslosamt möte, som dock avslutas med att Sam låter Kate veta att han inte har något annat val än att låta myndigheterna veta att hon varit hos honom. Han ger henne en lång kram och en timmes försprång, innan han anmäler att hon sökt upp honom.

### Wayne Jansen
- Spelad av James Horan
- Medverkande i 1 avsnitt: Säsong 2: 34

Relation till överlevarna
Wayne är Kates biologiska far.
Historia
Wayne hade en affär med den gifta servitrisen Diane när hennes make Sam var inkallad i det militära, och deras förhållande ledde till att Diane blev gravid. Hon valde dock att stanna hos sin make, som även tilldelades rollen som dottern Kates far.
Fem år efter dotterns födelse skilde sig Diane och Sam, och Diane återgick till Wayne, och de gifte sig. Wayne drack dock mycket och ofta, och kom att börja slå sin hustru. När Kate blev äldre började han också göra sexuella närmanden gentemot henne.
Till slut fick dock Kate reda på sanningen om faderskapet - något som dock Wayne aldrig fick veta. Kate valde istället att hämnas på Wayne genom att spränga honom och hela familjens hus i luften.

### Tom Brennan
- Spelad av Mackenzie Astin (som vuxen) och Carter Jenkins (som barn)
- Medverkande i 1 avsnitt: Säsong 1: 22

Relation till överlevarna
Tom var Kates ungdomskärlek.
Historia
Tom födde i Iowa och växte upp tillsammans med Kate. Den 15 augusti 1989 begravde de två tillsammans en "tidskapsel", innehållande bland annat en keps, en baseball ett leksaksflygplan och en radiokassett med deras barndomsdrömmar intalade. De bestämde att återkomma för att öppna kapseln när tjugo år hade gått.
När Tom blev äldre träffade han dock en annan kvinna, Rachel, med vilken han fick dottern Connor, och efter att Kate mördat sin biologiska far och flytt staden, tappade barndomskamraterna helt kontakten.
Något år efter Kates försvinnande, dök hon dock upp igen för att ta farväl av sin döende mor. Tom, som nu var läkare, lovade att hjälpa henne. Dessförinnan beslöt de att de skulle gräva upp tidskapseln. Att återse barndomssakerna och höra sina egna röster resulterade i att många glömda minnen och gamla känslor kom upp till ytan igen, och snart kysstes de båda. Tom - som var alltför mån om relationen med Rachel - avbröt dock kyssen, och påminde om att det var dags att bege sig till sjukhuset.
Kates besök hos modern slutar i polisjakt - och i eldstriden skjuts Tom till döds. Innan Kate flydde vidare fick hon dock med sig Toms leksaksflygplan.

### Kevin Callis
- Spelad av Nathan Fillion
- Medverkande i 1 avsnitt: Säsong 3: 55

Relation till överlevarna
Kevin är Kates före detta make.
Historia
Kevin var polis i Miami, Florida, när han träffade och blev störtförälskad i en kvinna som han lärde känna som "Monica". Han friade redan efter några månader och paret köpte ett hus i en villaförort, där "Monica" blev hemmafru. Efter ett halvårs äktenskap, samma dag som Kevin köpt flygbiljetter till Costa Rica, som en försenad bröllopsresa, erkände så plötsligt hans hustru att hon egentligen hette något annat och var efterlyst för mord på sin far. Kevin hann dock inte reagera nämnvärt - ett ögonblick senare svimmade han; Kate hade spetsat hans drink, och när han vaknade till liv var hon försvunnen.

### Ray Mullen
- Spelad av Nick Tate
- Medverkande i 1 avsnitt: Säsong 1: 3

Relation till överlevarna
Ray är Kates före detta arbetsgivare.
Historia
Den enarmade australiensiske farmaren Ray Mullens hustru dog på hösten 2003, och han lämnades ensam kvar att driva parets kraftigt belånade bondgård. Det var största anledningen till att han åtta månader senare villigt tog emot arbetshjälp från "Annie", en kvinna som plötsligt dök upp på gården, och erbjöd sig att arbeta gratis för honom, med enbart mat och husrum som lön.
Efter tre månader upptäckte Mullen dock att "Annie" i själva verket var Kate, att hon var på flykt och att belöningen för den som hjälpte polisen att fånga in henne uppgick till 23 000 dollar. Behovet av pengar vägde större än lojaliteten gentemot flickan, som nu hade kommit att bli hans vän, och han tipsade sheriffen Edward Mars. Under en biltur upptäckte de båda att de var förföljda, och Kate grep ratten från Ray, varpå bilen vurpar av vägen. I haveriet som följer förlorar Ray medvetandet, men räddas ur bilen av Kate, som därefter kan arresteras. 
För Mars berättar Kate att hon vill att Ray ska få pengarna.

### Anthony Cooper
- Spelad av Kevin Tighe

Relation till överlevarna
Anthony Cooper är John Lockes biologiska far.
Historia
Anthony Cooper är en sol-och-vårare. Bland annat var han den man som lurade Sawyers föräldrar, och orsakade därigenom deras död. Cooper lurade också Locke till att donera honom sin njure för att sedan överge honom. 
Locke får en dag besök av en man som är son till en kvinna som Anthony är på väg att sol-och-våra. Han frågar ut Locke om Anthonys avsikter med sitt kommande äktenskap till hans mor. Locke besöker efter detta möte sin far för att övertyga honom om att inte gifta sig med mannens mor, men Cooper puttar ut Locke från åttonde våningen. Locke överlever, men är paralyserad från midjan och ner. 
Cooper dyker av mystiska anledningar sedan upp på ön. Benjamin Linus säger åt Locke att han måste döda sin far för att bli accepterad av De andra. Oförmögen att döda sin far manipulerar han Sawyer till att mörda honom.

### Emily Locke
- Spelad av Swoosie Kurtz
- Lockes mor

### Helen
- Spelad av Katey Sagal
- Lockes f.d. flickvän

### Cassidy Phillips
- Spelad av Kim Dickens
- Sawyers f.d. flickvän

### Clementine Phillips
- Spelad av oidentifierad skådespelare
- Sawyers dotter

### Familjen Reyes
- Carmen Reyes (Hurleys mamma) spelad av Lillian Hurst
- David Reyes (Hurleys pappa) spelad av Cheech Marin

### Leonard "Lenny" Simms
- Spelad av Ron Bottitta
- En annan patient på mentalsjukhuset Hurley var inlagd

### Jae Lee
- Spelad av Tony Lee
- Hade en affär med Sun

### Familjen Paik
- Mr. Paik (Suns far) spelad av Byron Chung
- Mrs. Paik spelad av June Kyoko Lu

### Rachel
- Spelad av Robin Weigert
- Juliets syster

### Familjen Rutherford-Carlyle
- Adam Rutherford (Shannons far / Boones styvfar) spelad av oidentifierad skådespelare
- Sabrina Carlyle (Boones mor / Shannons styvmor) spelad av Lindsay Frost

### Noor "Nadia" Abed Jazeem
- Spelad av Andrea Gabriel
- Sayid Jarrahs fru

### Familjen Pace
- Liam Pace (Charlies bror) spelad av Neil Hopkins (som vuxen) och Zack Shada (som barn)
- Karen Pace (Charlies svägerska) spelad av Vanessa Branch
- Megan Pace (Charlies brorsdotter) spelad av oidentifierad skådespelare

### Susan Lloyd-Porter
- Spelad av Tamara Taylor
- Walts mor

### Yemi
- Spelad av Adetokumboh M'Cormack (som vuxen) och Olekan Obileye (som barn)
- Mr. Ekos bror

### Teresa Cortez
- Spelad av Rache Ticotin
- Ana Lucias mor

### Richard Malkin
- Spelad av Nick Jameson
- Claires medium, som fick henne att åka med Flight 815

### Emily Linus
- Spelad av Carrie Preston
- Benjamin Linus mor

### Carole Littleton
- Spelad av Susan Duerden
- Medverkande i säsong 6